# Outland Trophy
Die Outland Trophy ist ein Preis, der jährlich in den USA an den besten College-Football-Spieler vergeben wird, der in der Defensive Line oder in der Offensive Line spielt.
Der Preis erinnert an den ehemaligen College-Football-Spieler und Trainer John H. Outland.

## Wahl
Der Preisträger wird durch die Mitglieder der „Football Writers Association of America“ gewählt. Die Wahl findet seit 1946 statt. Der Gewinner wird in einer jährlich stattfindenden Veranstaltung geehrt. Er erhält dabei keinen Geldpreis. Der Gewinn der Outland Trophy steigert das Prestige und den „Marktwert“ eines Nachwuchsspielers.

## Gewinner

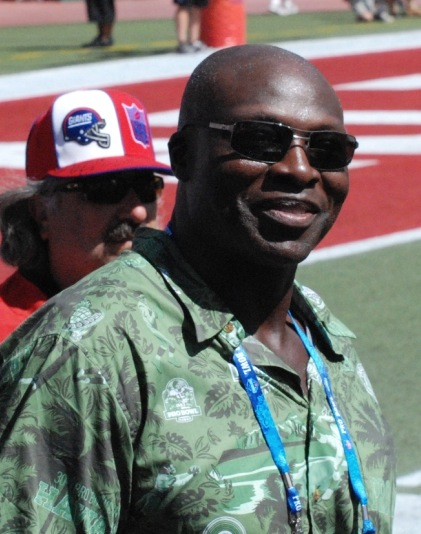
Bruce Smith

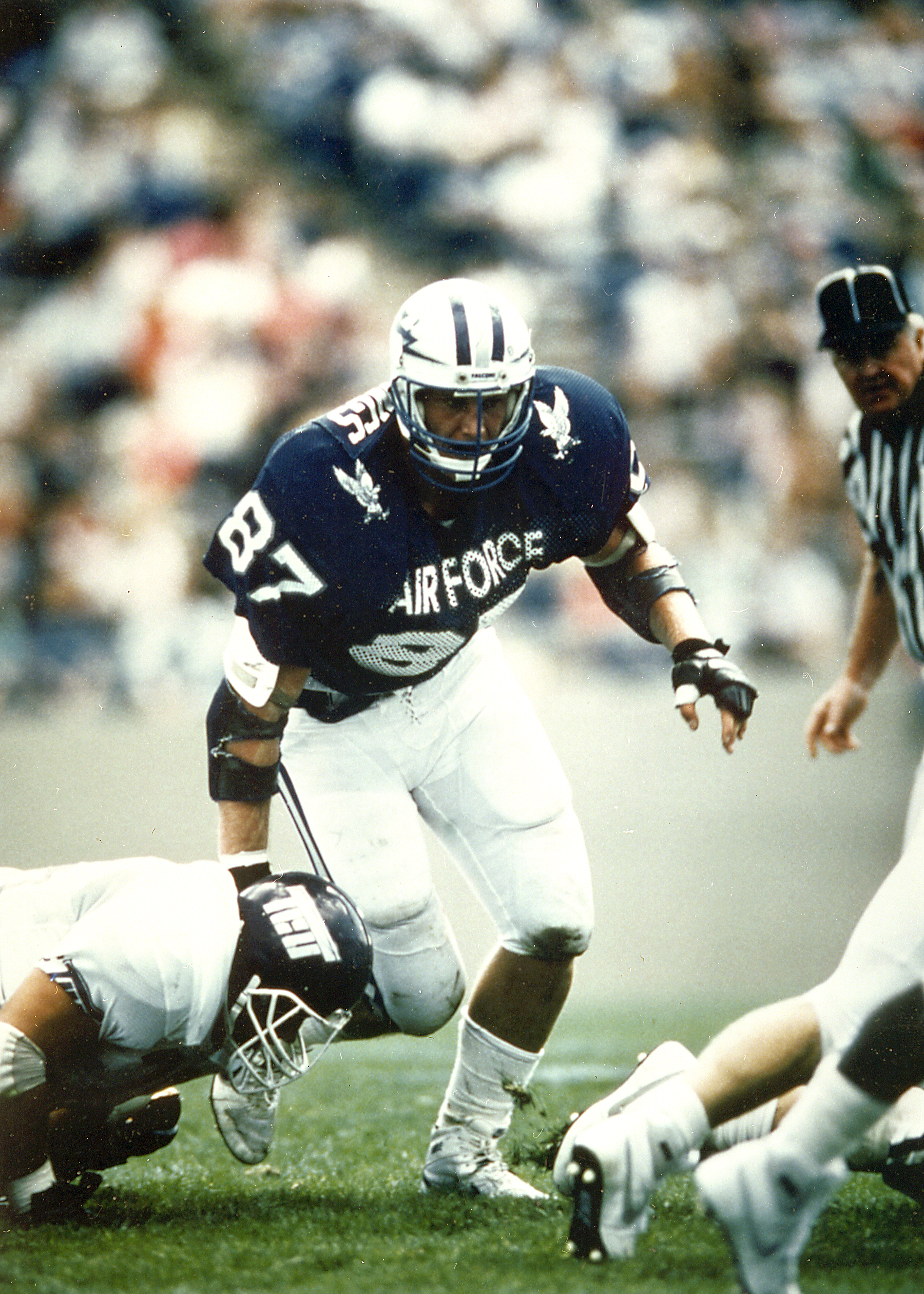
Chad Hennings

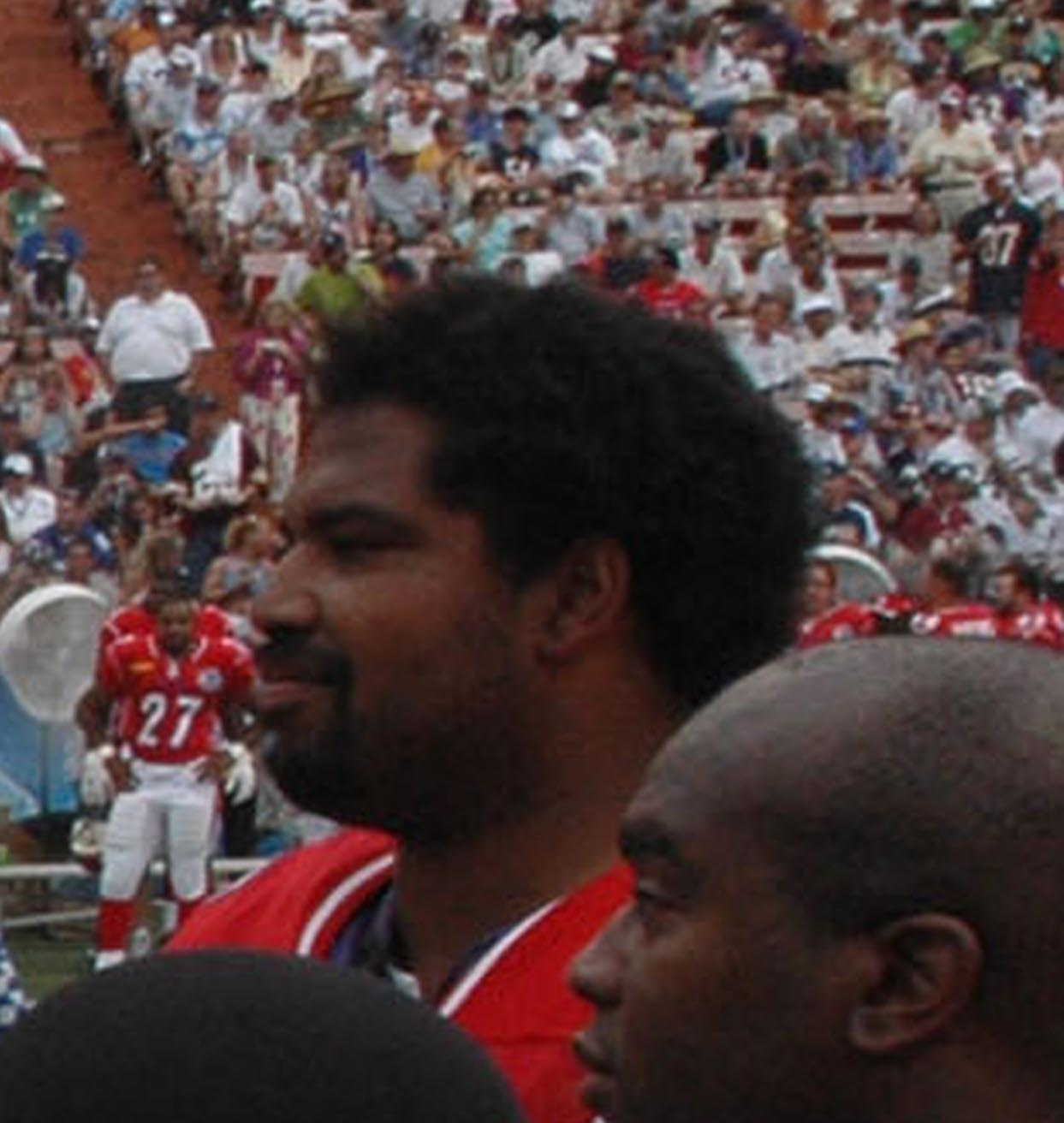
Jonathan Ogden

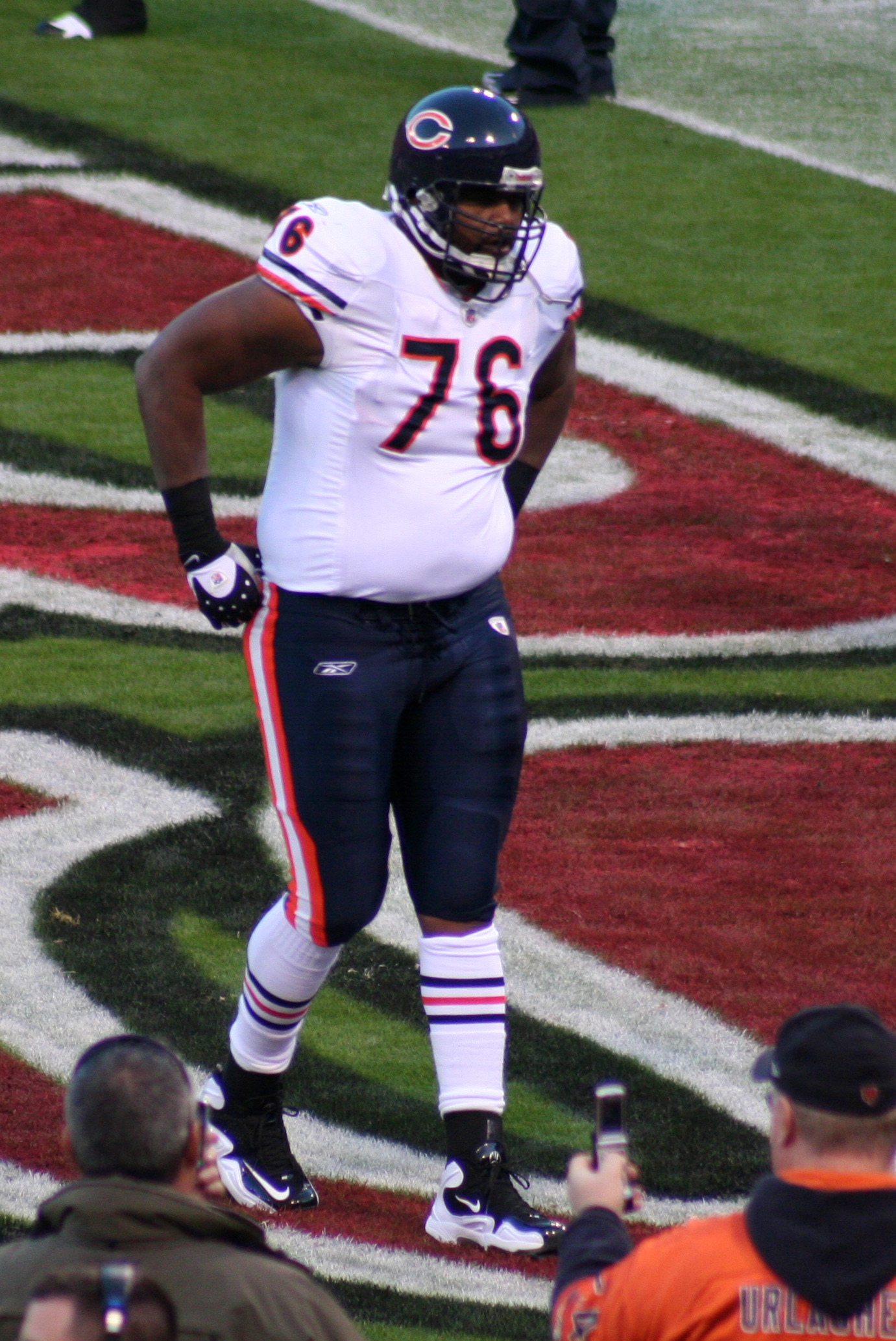
Orlando Pace

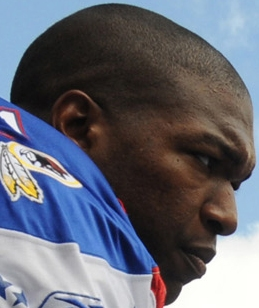
Chris Samuels

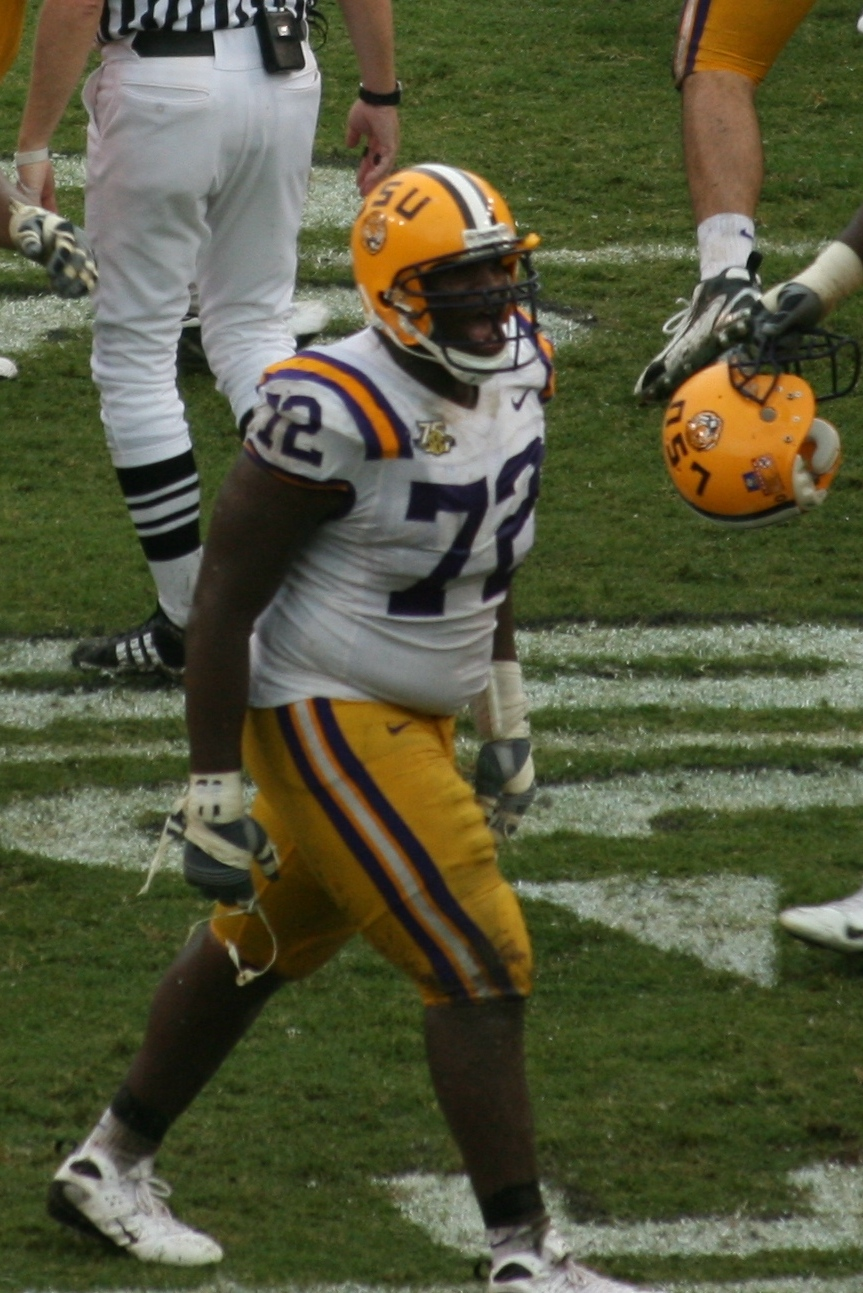
Glenn Dorsey

| Jahr | Spieler            | Position | College          | College Football Hall of Fame |
| ---- | ------------------ | -------- | ---------------- | ----------------------------- |
| 1946 | George Connor      | T        | Notre Dame       | Ja                            |
| 1947 | Joe Steffy         | G        | Army             | Ja                            |
| 1948 | Bill Fischer       | G        | Notre Dame       | Ja                            |
| 1949 | Ed Bagdon          | G        | Michigan State   | Nein                          |
| 1950 | Bob Gain           | T        | Kentucky         | Ja                            |
| 1951 | Jim Weatherall     | T        | Oklahoma         | Ja                            |
| 1952 | Dick Modzelewski   | T        | Maryland         | Ja                            |
| 1953 | J. D. Roberts      | G        | Oklahoma         | Ja                            |
| 1954 | Bud Brooks         | G        | Arkansas         | Nein                          |
| 1955 | Cal Jones          | G        | Iowa             | Ja                            |
| 1956 | Jim Parker         | G        | Ohio State       | Ja                            |
| 1957 | Alex Karras        | T        | Iowa             | Ja                            |
| 1958 | Zeke Smith         | G        | Auburn           | Nein                          |
| 1959 | Mike McGee         | T        | Duke             | Ja                            |
| 1960 | Tom Brown          | G        | Minnesota        | Ja                            |
| 1961 | Merlin Olsen       | T        | Utah State       | Ja                            |
| 1962 | Bobby Bell         | T        | Minnesota        | Ja                            |
| 1963 | Scott Appleton     | T        | Texas            | Nein                          |
| 1964 | Steve DeLong       | T        | Tennessee        | Ja                            |
| 1965 | Tommy Nobis        | G        | Texas            | Ja                            |
| 1966 | Loyd Phillips      | T        | Arkansas         | Ja                            |
| 1967 | Ron Yary           | T        | USC              | Ja                            |
| 1968 | Bill Stanfill      | T        | Georgia          | Ja                            |
| 1969 | Mike Reid          | DT       | Penn State       | Ja                            |
| 1970 | Jim Stillwagon     | DT       | Ohio State       | Ja                            |
| 1971 | Larry Jacobson     | DT       | Nebraska         | Nein                          |
| 1972 | Rich Glover        | DT       | Nebraska         | Ja                            |
| 1973 | John Hicks         | OT       | Ohio State       | Ja                            |
| 1974 | Randy White        | DT       | Maryland         | Ja                            |
| 1975 | Lee Roy Selmon     | DT       | Oklahoma         | Ja                            |
| 1976 | Ross Browner       | DE       | Notre Dame       | Ja                            |
| 1977 | Brad Shearer       | DT       | Texas            | Nein                          |
| 1978 | Greg Roberts       | C        | Oklahoma         | Nein                          |
| 1979 | Jim Ritcher        | C        | NC State         | Ja                            |
| 1980 | Mark May           | OT       | Pittsburgh       | Ja                            |
| 1981 | Dave Rimington     | C        | Nebraska         | Ja                            |
| 1982 | Dave Rimington     | C        | Nebraska         | Ja                            |
| 1983 | Dean Steinkuhler   | G        | Nebraska         | Nein                          |
| 1984 | Bruce Smith        | DT       | Virginia Tech    | Ja                            |
| 1985 | Mike Ruth          | NG       | Boston College   | Nein                          |
| 1986 | Jason Buck         | DT       | BYU              | Nein                          |
| 1987 | Chad Hennings      | DT       | Air Force        | Ja                            |
| 1988 | Tracy Rocker       | DT       | Auburn           | Ja                            |
| 1989 | Mohammed Elewonibi | G        | BYU              | Nein                          |
| 1990 | Russell Maryland   | NT       | Miami            | Ja                            |
| 1991 | Steve Emtman       | DT       | Washington       | Ja                            |
| 1992 | Will Shields       | G        | Nebraska         | Ja                            |
| 1993 | Rob Waldrop        | NG       | Arizona          | Ja                            |
| 1994 | Zach Wiegert       | OT       | Nebraska         | Nein                          |
| 1995 | Jonathan Ogden     | OT       | UCLA             | Ja                            |
| 1996 | Orlando Pace       | OT       | Ohio State       | Ja                            |
| 1997 | Aaron Taylor       | G        | Nebraska         | Nein                          |
| 1998 | Kris Farris        | OT       | UCLA             | Nein                          |
| 1999 | Chris Samuels      | OT       | Alabama          | Nein                          |
| 2000 | John Henderson     | DT       | Tennessee        | Nein                          |
| 2001 | Bryant McKinnie    | OT       | Miami            | Nein                          |
| 2002 | Rien Long          | DT       | Washington State | Nein                          |
| 2003 | Robert Gallery     | OT       | Iowa             | Nein                          |
| 2004 | Jammal Brown       | OT       | Oklahoma         | Nein                          |
| 2005 | Greg Eslinger      | C        | Minnesota        | Nein                          |
| 2006 | Joe Thomas         | OT       | Wisconsin        | Ja                            |
| 2007 | Glenn Dorsey       | DT       | LSU              | Ja                            |
| 2008 | Andre Smith        | OT       | Alabama          | Noch aktiv                    |
| 2009 | Ndamukong Suh      | DT       | Nebraska         | Noch aktiv                    |
| 2010 | Gabe Carimi        | OT       | Wisconsin        | Nein                          |
| 2011 | Barrett Jones      | OT       | Alabama          | Nein                          |
| 2012 | Luke Joeckel       | OT       | Texas A&M        | Nein                          |
| 2013 | Aaron Donald       | DT       | Pittsburgh       | Noch aktiv                    |
| 2014 | Brandon Scherff    | OT       | Iowa             | Noch aktiv                    |
| 2015 | Joshua Garnett     | G        | Stanford         | Nein                          |
| 2016 | Cam Robinson       | T        | Alabama          | Noch aktiv                    |
| 2017 | Ed Oliver          | DT       | Houston          | Noch aktiv                    |
| 2018 | Quinnen Williams   | DT       | Alabama          | Noch aktiv                    |
| 2019 | Penei Sewell       | OT       | Oregon           | Noch aktiv                    |
| 2020 | Alex Leatherwood   | OT       | Alabama          | Noch aktiv                    |
| 2021 | Jordan Davis       | DT       | Georgia          | Noch aktiv                    |
| 2022 | Olusegun Oluwatimi | C        | Michigan         | Noch aktiv                    |

## Sonstiges
Der Preis darf nicht mit dem jährlich vergebenen Lombardi Award verwechselt werden. Diesen können neben Spieler der Defensive oder Offensive Line auch Linebacker gewinnen. Die Gewinner der Outland Trophy und des Lombardi Award sind jedoch häufig miteinander identisch.